# 배장원
배장원(裵章元, 1990년 5월 17일 ~ ) 은 전 KBO 리그 KIA 타이거즈의 외야수이다.
홍익대학교를 졸업하고 신고선수 신분으로 입단했으나 방출된다.

## 출신 학교
- 대구남도초등학교
- 대구경상중학교
- 대구상원고등학교
- 홍익대학교